# Mercedes-Benz A-klasse
Mercedes-Benz A-klassen er den mindste modelserie fra den tyske bilfabrikant Mercedes-Benz. Den første generation kom på markedet i 1997, og de følgende generationer kom i 2004 og 2012.
Modellen var den første personbil fra Mercedes-Benz i den lille mellemklasse og med forhjulstræk.
A-klassen findes også i en MPV-udgave, som i første generation hed Vaneo og i de to næste generationer B-klasse.
- W168
(1997−2004)
- W169
(2004−2012)
- W176
(2012−2018)
- W177
(2018−)